# Річкова вулиця (Київ)
Річкова́ ву́лиця — вулиця в Шевченківському районі міста Києва, місцевість Солдатська слобідка. Пролягає від Дмитрівської вулиці до вулиці В'ячеслава Чорновола.
Прилучається Золотоустівська вулиця.

## Історія
Вулиця відома з середини XIX століття під назвою Річна вулиця (російською мовою — Речная улица). Назва походить від струмка Скоморох, поблизу якого пролягала вулиця. 
Сучасна уточнена назва вулиці — з 2021 року.